# Juancho Yrausquín
Juan Enrique «Juancho» Yrausquín (Oranjestad, 3 de diciembre de 1904-Willemstad, 20 de junio de 1962), también escrito Irausquín, fue un banquero y político de las Antillas Neerlandesas. Miembro del Partido Patriótico Arubano (PPA), se desempeñó como ministro de Finanzas y Bienestar en el primer y segundo gabinetes de Efraïn Jonckheer hasta su muerte el 20 de junio de 1962.

## Biografía

### Primeros años de vida y de carrera
Juan Enrique Yrausquín nació el 3 de diciembre de 1904 en Oranjestad en la isla de Aruba, que en ese momento era parte de la Colonia de Curazao y Dependencias neerlandesa. Sus padres eran de ascendencia vasco-venezolana. Después de completar su educación primaria en Aruba, Yrausquín continuó sus estudios en Curazao, tomando cursos de contabilidad y comercio. A los catorce años comenzó a trabajar en el Banco Hollandsche. En 1929, se trasladó al Banco John G. Eman, el primer banco comercial de Aruba, que cofundó el Aruba Bank en 1936. Yrausquín fue nombrado director del banco recién formado y se retiró de este cargo en 1951.

### Carrera política
Yrausquín participó sin éxito en las elecciones generales de Curazao de 1945 como tercer candidato en la lista electoral encabezada por Henny Eman, que ganó dos de los tres escaños de Aruba en los Estados Unidos. Sin embargo, fue nombrado para el organismo por el gobernador interino Cornelius Süthoff el 28 de octubre de 1947, después de que uno de los cinco miembros designados por el gobernador había dejado su puesto. En 1949, participó en las primeras elecciones parlamentarias después de la introducción del sufragio universal, ganando un escaño en representación del Partido del Pueblo Arubano (AVP). Poco después sucedió a Elias Römer como presidente de los Estados.
Por desacuerdos con el líder del partido Henny Eman, Yrausquin y Porfirio Croes abandonaron el AVP y fundó el Partido Patriótico Arubano (PPA) el 23 de octubre de 1949. Yrausquin fue reelegido para los Estados en las elecciones generales de 1950, 1954 y 1958, y ganó un escaño en el consejo insular de Aruba en las elecciones del consejo de la isla de 1951 y 1955. Durante su mandato como miembro de los Estados, formó parte de la delegación antillana a las conferencias de mesa redonda sobre la reestructuración del Reino de los Países Bajos, celebradas entre 1948 y 1954 en La Haya.
Tras las elecciones de 1954, se le encomendó la tarea de liderar la formación de un gobierno de coalición. Como formateur, formó el primer Gabinete Jonckheer, pero no llegó a ser miembro del mismo. En lugar de ello, se le concedió un segundo mandato como presidente de los Estados. En abril de 1956, un cambio del gabinete condujo al nombramiento de Yrausquin como ministro de Finanzas. Más tarde, en 1957, se añadió a su cartera la responsabilidad del Ministerio de Bienestar. Después de las elecciones de 1958, ocupó el cargo de ministro de Finanzas y Bienestar en el segundo Gabinete Jonckheer, que se instaló el 3 de octubre de 1958.

## Vida personal
Yrausquin se casó con Maria Wajcberg el 17 de junio de 1943 en Miami. La pareja no tuvo hijos. Juan David Yrausquin, quien se desempeñó como ministro de Finanzas de Aruba entre 2013 y 2014, es su primo segundo dos veces removido.

## Muerte y legado

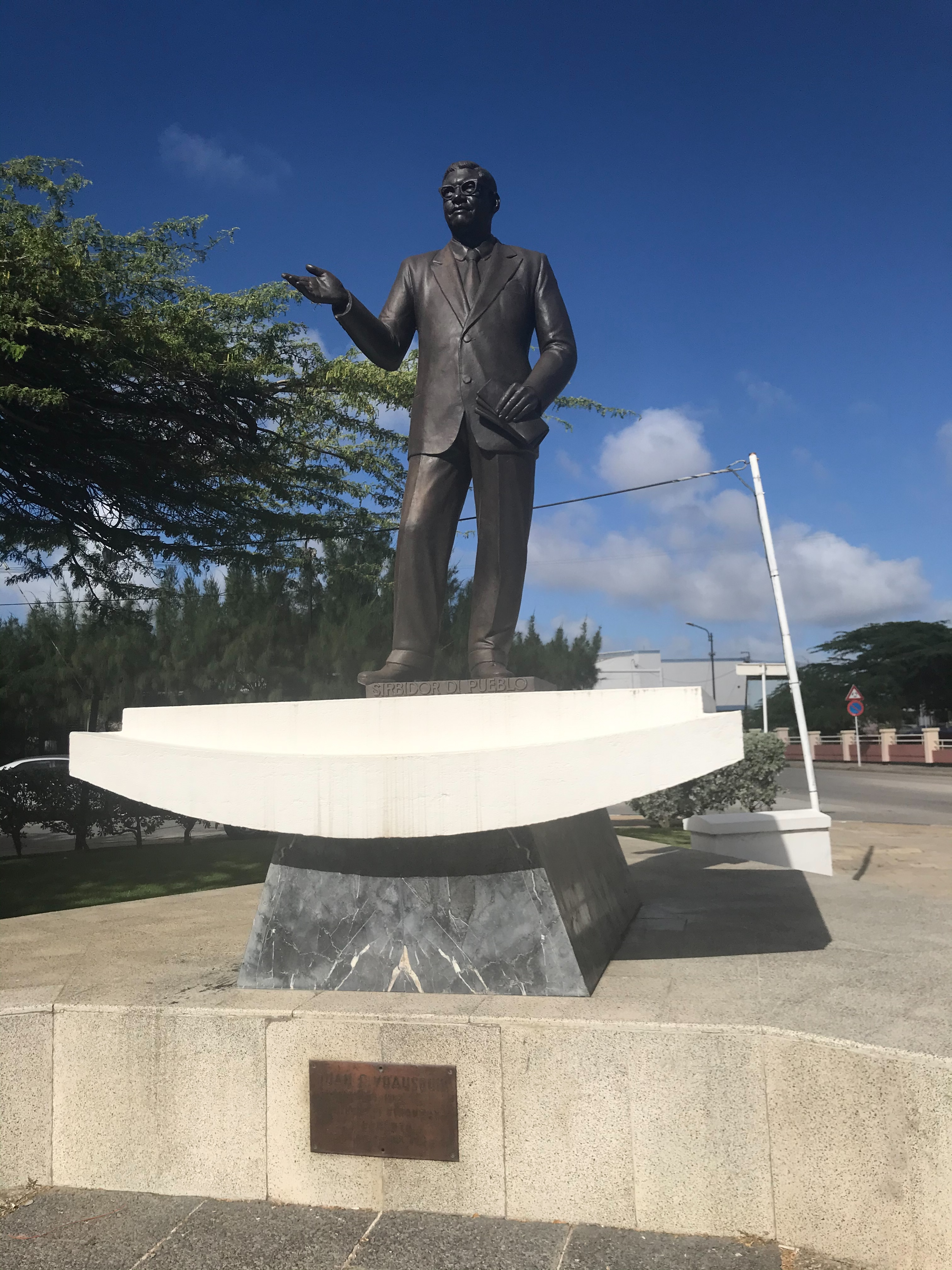
Estatua de Yrausquin en Oranjestad.

Yrausquin murió el 20 de junio de 1962 en el Hospital Sint-Elisabeth de Willemstad, tras sufrir un ataque cardíaco durante una reunión del Consejo de Ministros. Un político del Partido Radical Popular (PRP), Willem van Lamoen, afirmó más tarde que la policía investigó su muerte para descartar un posible envenenamiento. Según Van Lamoen, una empleada doméstica que trabajaba para el primer ministro Efraïn Jonckheer fue sospechosa de envenenar el café de Yrausquin, pero fue liberada después de tres días bajo custodia.
Yrausquin es reconocido por su papel en el avance de la industria del turismo y la infraestructura económica de Aruba y las demás islas del Caribe neerlandés. El Aeropuerto Juancho E. Yrausquin, el aeropuerto de Saba, recibió su nombre en honor a sus esfuerzos por conseguir financiación para su construcción. En 1968 se erigió una estatua de Yrausquin en Oranjestad.

## Honores
- : Officer of the Orden de Orange-Nassau (1950)[24][25]